# Championnat du monde de cyclisme sur route amateurs

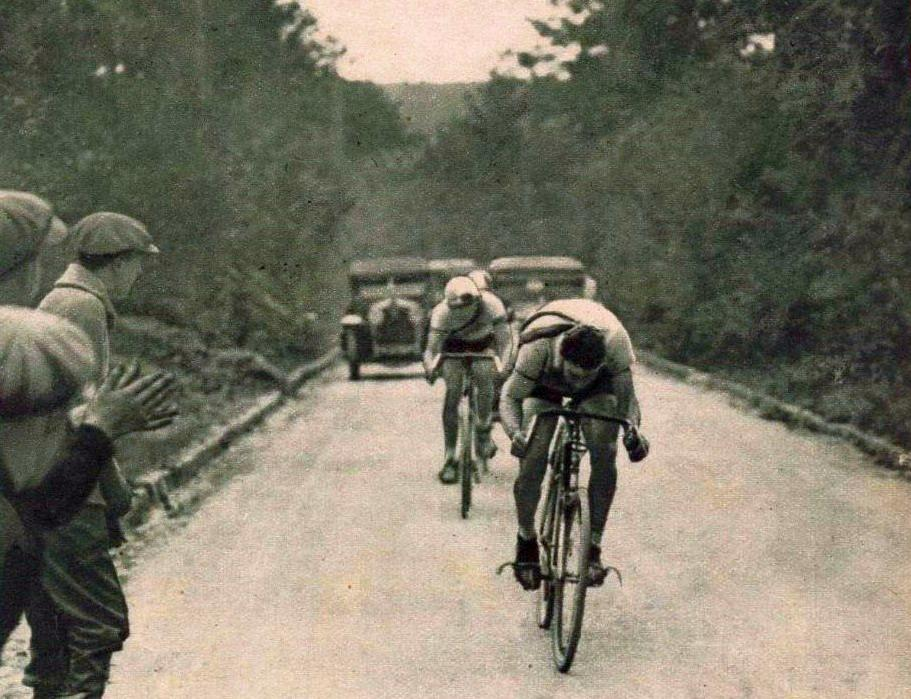
André Leducq futur Champion du monde en ligne 1924 à Paris, devant Blanchonnet futur troisième, et le suisse Lehner futur vice-champion, dans la côte des 17-Tournants.

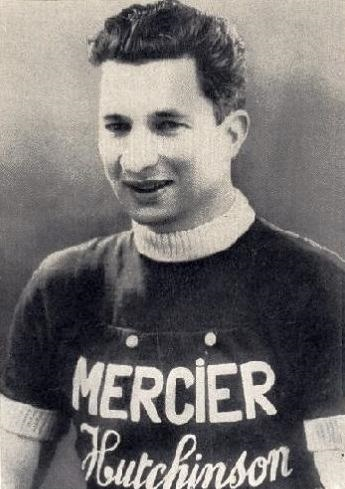
Henri Aubry, le premier coureur, français, champion de l'après-guerre.

Le championnat du monde de cyclisme sur route amateurs était une compétition organisée par l'UCI. Cette compétition donnait lieu a un titre de champion du monde. 

## Histoire
Le championnat du monde de cyclisme sur route amateurs est mis en place en 1921 pour remplacer le championnat du monde de demi-fond amateurs, disputés sur piste depuis 1893.
Après 1995, le championnat du monde amateurs est remplacé par le championnat du monde espoirs (moins de 23 ans).

## Palmarès
| Édition                                        | Or                                   | Argent                               | Bronze                               |
| ---------------------------------------------- | ------------------------------------ | ------------------------------------ | ------------------------------------ |
| 1921                                           | Gunnar Sköld                         | Willum Nielsen                       | Charlie Davey                        |
| 1922                                           | Dave Marsh                           | William Burkill                      | Charlie Davey                        |
| 1923                                           | Libero Ferrario                      | Othmar Eichenberger                  | Georges Antenen                      |
| 1924                                           | André Leducq                         | Otto Lehner                          | Armand Blanchonnet                   |
| 1925                                           | Henri Hoevenaers                     | Marc Bocher                          | Gerrit van den Berg                  |
| 1926                                           | Octave Dayen                         | Jules Merviel                        | Pierre Polano                        |
| 1927                                           | Jean Aerts                           | Rudolf Wolke                         | Michele Orecchia                     |
| 1928                                           | Allegro Grandi                       | Michele Mara                         | Jean Aerts                           |
| 1929                                           | Pierino Bertolazzo                   | Remo Bertoni                         | René Brossy                          |
| 1930                                           | Giuseppe Martano                     | Eugenio Gestri                       | Rudolf Risch                         |
| 1931                                           | Henry Hansen                         | Giuseppe Olmo                        | Leo Nielsen                          |
| 1932                                           | Giuseppe Martano                     | Paul Egli                            | Paul Chocque                         |
| 1933                                           | Paul Egli                            | Kurt Stettler                        | Joseph Lowagie                       |
| 1934                                           | Kees Pellenaars                      | André Deforge                        | Paul André                           |
| 1935                                           | Ivo Mancini                          | Robert Charpentier                   | Werner Grundhal                      |
| 1936                                           | Edgar Buchwalder                     | Gottlieb Weber                       | Pierino Favalli                      |
| 1937                                           | Adolfo Leoni                         | Frode Sorensen                       | Fritz Scheller                       |
| 1938                                           | Hans Knecht                          | Josef Wagner                         | Joop Demmenie                        |
| Non disputés durant la Seconde Guerre mondiale |                                      |                                      |                                      |
| 1946                                           | Henri Aubry                          | Ernest Stettler                      | Henri Van Kerckhove                  |
| 1947                                           | Alfio Ferrari                        | Silvio Pedroni                       | Gerard Van Beek                      |
| 1948                                           | Harry Snell                          | Lievin Lerno                         | Olle Wanlund                         |
| 1949                                           | Henk Faanhof                         | Henri Kass                           | Hubert Vinken                        |
| 1950                                           | Jack Hoobin                          | Robert Varnajo                       | Alfio Ferrari                        |
| 1951                                           | Gianni Ghidini                       | Rino Benedetti                       | Jan Plantaz                          |
| 1952                                           | Luciano Ciancola                     | André Noyelle                        | Roger Ludwig                         |
| 1953                                           | Riccardo Filippi                     | Gastone Nencini                      | Rik Van Looy                         |
| 1954                                           | Emiel Van Cauter                     | Hans Andresen                        | Martin Van den Borgh                 |
| 1955                                           | Sante Ranucci                        | Lino Grassi                          | Dino Bruni                           |
| 1956                                           | Frans Mahn                           | Norbert Verougstraete                | Jan Buis                             |
| 1957                                           | Louis Proost                         | Arnaldo Pambianco                    | Schalk Verhoef                       |
| 1958                                           | Gustav-Adolf Schur                   | Valère Paulissen                     | Henri De Wolf                        |
| 1959                                           | Gustav-Adolf Schur                   | Bastiaan Maliepaard                  | Constant Goossens                    |
| 1960                                           | Bernhard Eckstein                    | Gustav-Adolf Schur                   | Willy Vanden Berghen                 |
| 1961                                           | Jean Jourden                         | Henri Belena                         | Jacques Gestraud                     |
| 1962                                           | Renato Bongioni                      | Ole Ritter                           | Arie den Hartog                      |
| 1963                                           | Flaviano Vicentini                   | Francis Bazire                       | Winfried Bölke                       |
| 1964                                           | Eddy Merckx                          | Willy Planckaert                     | Gösta Pettersson                     |
| 1965                                           | Jacques Botherel                     | José Manuel Lasa                     | Battista Monti                       |
| 1966                                           | Evert Dolman                         | Leslie West                          | Willy Skibby                         |
| 1967                                           | Graham Webb                          | Claude Guyot                         | René Pijnen                          |
| 1968                                           | Vittorio Marcelli                    | Luiz Carlos Flores                   | Erik Pettersson                      |
| 1969                                           | Leif Mortensen                       | Jean-Pierre Monseré                  | Gustave Van Roosbroeck               |
| 1970                                           | Jorgen Schmidt                       | Ludo Van Der Linden                  | Tony Gakens                          |
| 1971                                           | Régis Ovion                          | Freddy Maertens                      | José Luis Viejo                      |
| 1972                                           | Épreuve disputée aux Jeux olympiques | Épreuve disputée aux Jeux olympiques | Épreuve disputée aux Jeux olympiques |
| 1973                                           | Ryszard Szurkowski                   | Stanisław Szozda                     | Bernard Bourreau                     |
| 1974                                           | Janusz Kowalski                      | Ryszard Szurkowski                   | Michel Kuhn                          |
| 1975                                           | André Gevers                         | Sven-Ake Nilsson                     | Roberto Ceruti                       |
| 1976                                           | Épreuve disputée aux Jeux olympiques | Épreuve disputée aux Jeux olympiques | Épreuve disputée aux Jeux olympiques |
| 1977                                           | Claudio Corti                        | Sergueï Morozov                      | Salvatore Maccali                    |
| 1978                                           | Gilbert Glaus                        | Krzysztof Sujka                      | Stefan Mutter                        |
| 1979                                           | Gianni Giacomini                     | Jan Jankiewicz                       | Bernd Drogan                         |
| 1980                                           | Épreuve disputée aux Jeux olympiques | Épreuve disputée aux Jeux olympiques | Épreuve disputée aux Jeux olympiques |
| 1981                                           | Andreï Vedernikov                    | Rudy Rogiers                         | Gilbert Glaus                        |
| 1982                                           | Bernd Drogan                         | Francis Vermaelen                    | Jürg Bruggmann                       |
| 1983                                           | Uwe Raab                             | Niki Rüttimann                       | Andrzej Serediuk                     |
| 1984                                           | Épreuve disputée aux Jeux olympiques | Épreuve disputée aux Jeux olympiques | Épreuve disputée aux Jeux olympiques |
| 1985                                           | Lech Piasecki                        | Johnny Weltz                         | Frank Van de Vijver                  |
| 1986                                           | Uwe Ampler                           | John Talen                           | Arjan Jagt                           |
| 1987                                           | Richard Vivien                       | Hartmut Bölts                        | Alex Pedersen                        |
| 1988                                           | Épreuve disputée aux Jeux olympiques | Épreuve disputée aux Jeux olympiques | Épreuve disputée aux Jeux olympiques |
| 1989                                           | Joachim Halupczok                    | Éric Pichon                          | Christophe Manin                     |
| 1990                                           | Mirko Gualdi                         | Roberto Caruso                       | Jean-Philippe Dojwa                  |
| 1991                                           | Viktor Rjaksinski                    | Davide Rebellin                      | Beat Zberg                           |
| 1992                                           | Épreuve disputée aux Jeux olympiques | Épreuve disputée aux Jeux olympiques | Épreuve disputée aux Jeux olympiques |
| 1993                                           | Jan Ullrich                          | Kaspars Ozers                        | Lubor Tesař                          |
| 1994                                           | Alex Pedersen                        | Milan Dvorščík                       | Christophe Mengin                    |
| 1995                                           | Danny Nelissen                       | Daniele Sgnaolin                     | Víctor Becerra                       |

## Tableau des médailles
| Rang  | Nation             | Or | Argent | Bronze | Total |
| ----- | ------------------ | -- | ------ | ------ | ----- |
| 1     | Italie             | 18 | 12     | 8      | 38    |
| 2     | France             | 7  | 9      | 8      | 24    |
| 3     | Pays-Bas           | 6  | 2      | 11     | 19    |
| 4     | Allemagne de l'Est | 6  | 1      | 1      | 8     |
| 5     | Belgique           | 5  | 10     | 11     | 26    |
| 6     | Suisse             | 4  | 8      | 6      | 18    |
| 7     | Danemark           | 4  | 5      | 4      | 13    |
| 8     | Pologne            | 4  | 4      | 1      | 9     |
| 9     | Royaume-Uni        | 2  | 2      | 2      | 6     |
| 10    | Suède              | 2  | 1      | 3      | 6     |
| 11    | Union soviétique   | 2  | 1      | 0      | 3     |
| 12    | Allemagne          | 1  | 2      | 3      | 6     |
| 13    | Australie          | 1  | 0      | 0      | 1     |
| 14    | Espagne            | 0  | 1      | 1      | 2     |
| 14    | Luxembourg         | 0  | 1      | 1      | 2     |
| 16    | Lettonie           | 0  | 1      | 0      | 1     |
| 16    | Brésil             | 0  | 1      | 0      | 1     |
| 16    | Slovaquie          | 0  | 1      | 0      | 1     |
| 19    | Colombie           | 0  | 0      | 1      | 1     |
| 19    | Tchécoslovaquie    | 0  | 0      | 1      | 1     |
| Total | Total              | 62 | 62     | 62     | 186   |